# Florin Ghioca

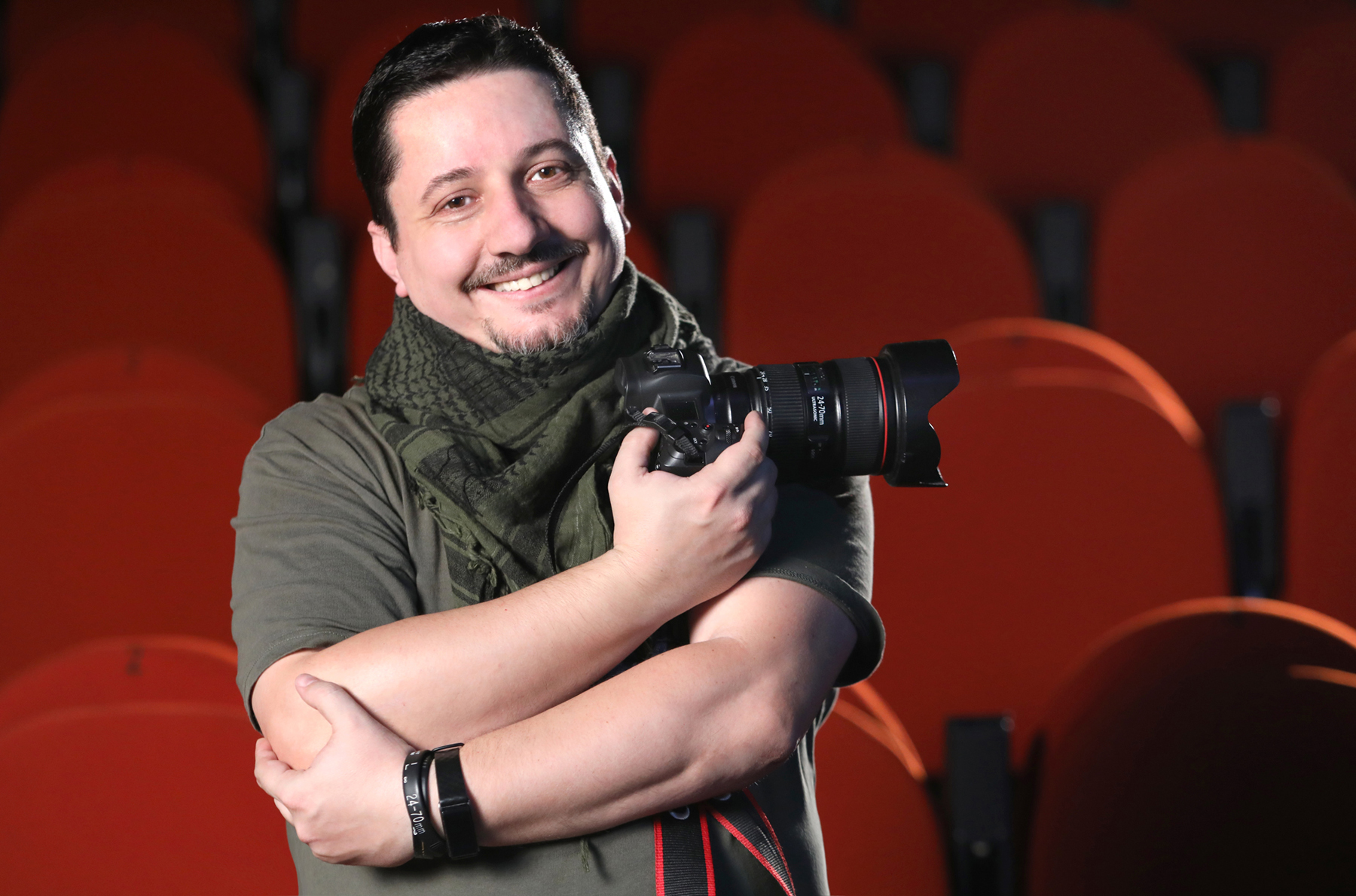

Florin Ghioca (n. 11 noiembrie 1978, București) este un jurnalist, corespondent de război, editorialist și fotograf român.

## Studii
Florin Ghioca a studiat Teatrologie la Facultatea de Litere în cadrul Universității Babeș-Bolyai din Cluj-Napoca, absolvind în 2003.
Este licențiat în Comunicare și Relații Publice la Facultatea de Jurnalism și Științele Comunicării (FJSC).

## Activitate profesională
Și-a început cariera de jurnalist la vârsta de 13 ani, fiind declarat « cel mai tânăr ziarist din România » intrând astfel în « Cartea Națională a Recordurilor ».
A lucrat cu cele mai importante publicații din România, printre care: Evenimentul Zilei, Cotidianul, Național, Academia Cațavencu, Jurnalul Național, Adevărul.
Printre personalitățile intervievate de-a lungul carierei jurnalistice se numără: David Lynch, Annie Girardot, Michele Placido, Pascal Bruckner, Frederic Beigbeder, Tom Hardy, Derek Jacobi, Bertrand Tavernier, Emad Burnat, Tarja Turunen, Armand Assante, Park Chan-wook, Nick Allder, Vladimir Cosma, Jon Anderson, Cesaria Evora.
A publicat fotografii în majoritatea ziarelor și revistelor din țară, dar și în câteva publicații din străinătate (SUA, Grecia, Finlanda, Franța, Marea Britanie, Polonia, Afghanistan).
A predat cursuri și seminarii de fotografie de conflict, în cadrul Festivalului de Arte Vizuale « Vama Sub Lumini de Oscar » din Vama Veche, dar și la București (Școala de Fotografie „Freelancer”) și Cluj-Napoca. A susținut două seminarii de fotografie de teatru în cadrul aceluiași festival (2018, 2019).
- 2005: Ajunge în Statele Unite ale Americii, unde a fost corespondent de presă pentru publicații și canale de televiziune din țară. A fost ziarist acreditat la Sediul Organizației Națiunilor Unite de la New York.
- 2007: La invitația ISAF (International Security Assistance Force) și NATO, participă la două misiuni în Afghanistan, unde realizează mai multe materiale, publicate în presa românească și străină.
- 2008: La invitația MApN, pleacă în Afghanistan pentru a pregăti documentația cu ocazia Summit-ului NATO de la București.
- 2008-2009: Organizează o campanie unică în lume, deplasându-se cu ajutorul MApN în zonele grav afectate de război cu ajutoare pentru copiii din Afghanistan: alimente, îmbrăcăminte de iarnă și jucării.
- 2010: Este singurul român invitat de către National Geographic să participe la expediția „Kenya – The Great Migrations” în rezervația Masai Mara, Kenya.

Cele mai cunoscute expoziții de autor organizate până în prezent în București, Cluj-Napoca, Iași, Chișinău, Brașov, Suceava, Timișoara și Constanța:
- 2010: « Copiii Războiului » - Afghanistan, vernisată inițial la Casa ONU din București;
- 2011: « Kenya – The Land of Migrations »;
- 2011 - 2012: « My Afghanistan »;
- 2012: « Colateral », vernisată la Palatul Mogoșoaia, pe 11 noiembrie;
- 2013: « Collateral - A Palestinian Story », vernisată la UnTeatru, București, pe 10 noiembrie;
- 2015: « Teatru pe-un butoi cu pulbere », vernisată pe 29 august, la Teatrul Național I.L.Caragiale din București, în cadrul Festivalului Internațional de Teatru NETA 2015;
- 2016: « Making of: L'Om DADa », vernisată la Sadler's Wells din Londra.
- 2017: « VSLO Aquatic », participare la prima expoziție colectivă de fotografie vernisată sub apă din România, în cadrul Festivalului Internațional de Arte Vizuale „Vama Sub Lumini de Oscar”, ajuns la ediția a 8-a.
- 2019: « Act Angry », expoziție personală la Galeria Preporod din Sarajevo, Bosnia și Hertzegovina, la cea de-a 35-a ediție a „Winter Festival”;
- 2019: « WaterLear », expoziție personală la Iași, la Hotel Pleiada. Prima expoziție de fotografie vernisată sub apă la Iași. Expoziția a avut și un vernisaj în foaierul Sălii Mari de la Teatrul Național I.L.Caragiale din București.
- 2020: « TOUCHing », prima expoziție virtuală de fotografie de teatru în spațiu 3D din România, cu imagini din mai multe spectacole ale Teatrului Național din București
- 2020 - 2021: « Revoluția tablourilor », la Muzeul Național de Artă al României.
- 2021: « Shylock, ultimul rol », vernisată la Teatrul Național „Mihai Eminescu” din Chișinău și la Festivalul Internațional de Teatru Shakespeare de la Craiova (2022)
- 2022: « WaterLear », la Hotel Ramada Plaza din Craiova, în cadrul Festivalului Internațional de Teatru Shakespeare
- 2022: « Săptămâna Comediei », în cadrul Festivalului „Săptămâna Comediei” de la Brașov
- 2022-2023: « Caramitru, dincolo de scenă », vernisată la Reuniunea Teatrelor Naționale din Chișinău, în deschiderea Festivalului Național de Teatru (2022) de la București și sub numele „Caramitru - Beyond the Stage” la Institutul Cultural Român de la Londra (2023)
- 2023: « Beyond the stage » (dincolo de scenă engl.), vernisată cu sprijinul Ambasadei României în Irlanda, la Palmerston House, Dublin.
- 2024: « Distorsiuni și expresii teatrale », vernisată la Teatrul Național „Mihai Eminescu” din Chișinău, în cadrul celei de-a IX-a ediții a Reuniunii Teatrelor Naționale Românești.

Cele mai multe dintre expozițiile fotografului Florin Ghioca sunt cu vânzare, iar fondurile strânse în urma vânzării lucrărilor, dar și a donațiilor, sunt utilizate pentru diverse campanii de CSR.
Din august 2014 este și fotograful oficial al Teatrului Național I.L. Caragiale din București.
Din aprilie 2022 este președinte-fondator al International Association of Theatre Photographers (IATP).
În 10 mai 2024, de Ziua Regalității, Florin Ghioca a lansat albumul fotografic „Regele nu moare”, dedicat actorilor Victor Rebengiuc și Mariana Mihuț, cu peste 300 de fotografii din spectacolul „Regele moare” de la Teatrul Național „I.L.Caragiale” din București, regizat de Andrei și Andreea Grosu. Volumul a apărut la Editura Vremea, iar primul tiraj a fost deja epuizat. Albumul a fost lansat ulterior la Târgul de Carte Boofest și la Reuniunea Teatrelor Naționale Românești la Chișinău, la Teatrul Mihai Eminescu.